# KX (KREVAのアルバム)
『KX』（ケイテン）は、2014年6月18日に発売されたKREVA2枚目のベストアルバム。発売元はポニーキャニオン。

## 解説
KREVAの活動10 (X) 周年を記念して発売されたベストアルバムである。これまでリリースされた22枚のシングル曲に、新曲2曲を収録した2枚組。初回限定盤および予約限定生産盤はセレクト盤が付いたCD3枚組、予約限定生産盤はこれに加えレア盤が付いたCD4枚組でリリースされた。全曲リマスタリングが行われている。CDジャケットやブックレットは形態ごとに異なり、ジャケットは神殿風となっている。
初回限定盤、予約限定生産盤には特典にDVDも付属した。なお、形態は以下の通り。
- 通常盤
  - 2CD (2枚組)
- 初回限定盤
  - 3CD＋1DVD (4枚組仕様)
- 予約限定生産盤
  - 4CD＋2DVD＋10周年記念スペシャルフォトブック＋10th Anniversary プレミアムグッズ3点セット(「Tシャツ」「KXペン」「ラバーコースター」)(計10点仕様)

これまで自分のことを知っていてもCDを買わなかった人達が買おうと思う内容にしたかったとしており、ファンの人にはできるだけ特典が豪華なものにしたかったとKREVAは語っている。
シングル曲およびアルバム曲は前回のベストアルバム『クレバのベスト盤』同様、新しいものから順に収録された。

## 収録曲

### CD-1(ベスト盤①)
1. 全速力 feat.三浦大知
新曲。10年間の活動を経て、トライ＆エラーのエラーが大事ということをこの曲で伝えたかったという[8]。
2. トランキライザー
21枚目のシングル。
3. BESHI
20枚目のシングル。
4. 王者の休日
19枚目のシングル。
5. Na Na Na
18枚目のシングル。
6. OH YEAH
17枚目のシングル。
7. 基準
5枚目のアルバム『GO』収録。
8. KILA KILA
16枚目の両A面シングル「KILA KILA/Tan-Kyu-Shin」より。Tan-Kyu-Shinは収録されなかった。
9. C'mon, Let's go
15枚目のシングル。
10. 挑め
14枚目のシングル。
11. かも
ミニアルバム『OASYS』収録。
12. 瞬間speechless
13枚目のシングル「赤」収録。
13. 生まれてきてありがとう feat.さかいゆう
12枚目のシングル「青」収録。
14. I Wanna Know You
12枚目のシングル「青」収録。
15. 成功
12枚目のシングル「青」収録。

### CD-2(ベスト盤②)
1. ストロングスタイル
11枚目のシングル。
2. ビコーズ
3枚目のアルバム『よろしくお願いします』収録。
3. くればいいのに feat.草野マサムネ from SPITZ
10枚目のシングル。
4. アグレッシ部
9枚目のシングル。
5. THE SHOW
8枚目のシングル。
6. Have a nice day!
7枚目のシングル。
7. It's for you
2枚目のアルバム『愛・自分博』収録。
8. 国民的行事
6枚目のシングル。
9. スタート
5枚目のシングル。
10. イッサイガッサイ
4枚目のシングル。
11. ファンキーグラマラス feat.Mummy-D
3枚目のシングル。
12. ひとりじゃないのよ feat.SONOMI
2枚目のシングル。
13. 音色
1枚目のシングル。
14. 希望の炎
インディーズ・デビュー・シングル。
15. Revolution
新曲

### CD-3(セレクト盤)
予約限定生産盤＆初回盤のみ
1. 微炭酸シンドローム  feat.阿部真央
5枚目のアルバム『GO』収録。
2. EGAO
5枚目のアルバム『GO』収録。
3. Changing Same
ミニアルバム『OASYS』収録。
4. たられば feat.SONOMI
ミニアルバム『OASYS』収録。
5. シンクロ feat.古内東子
4枚目のアルバム『心臓』収録。
6. 中盤戦 feat.Mummy-D
4枚目のアルバム『心臓』収録。
7. 裏切り御免 [KREVA BEAT REMIX]
布袋寅泰、亀田誠治とのユニット「The THREE」のシングル「裏切り御免」のカップリングに収録。
8. 今夜はブギー・バック
シングル「Have a nice day!」のカップリングに収録。
9. DAN DA DAN feat.CUEZERO
1枚目のアルバム『新人クレバ』収録。
10. You are the No.1 (Hey DJ) feat.BONNIE PINK
1枚目のアルバム『新人クレバ』収録。

### CD-4(レア盤)
予約限定生産盤のみ。
CD未発売曲、デモ音源他10曲を収録。
1. ひかり
2. Nothing
3. 目を閉じれば無数の星
4. 忘れずにいたいもの
5. 夏サマサマ feat.千晴(Roughmix)
6. ハッピーメリークリスマス(Demo)
7. 908 FESTIVAL 2012 オープニングテーマ
8. 908 FESTIVAL 2013 オープニングテーマ
9. space4space 5(Demo)
10. BESHI –Band Recording Ver.- take8(Roughmix)

### DVD-1(ライブセレクト盤)
予約限定生産盤&初回盤のみ。
1. PROPS feat. KEN THE 390、LB(LBとOtowa)、HI-SO、KLOOZ、サイプレス上野、SKY-HI a.k.a.日高光啓(AAA) [from 「908 FESTIVAL 2013」 at さいたまスーパーアリーナ ]
2. STRONG（MIYAVI vs KREVA） [from 「908 FESTIVAL 2013」 at さいたまスーパーアリーナ]
3. 蜃気楼 feat.三浦大知 [from 「908 FESTIVAL in OSAKA 2013」 at 大阪フェスティバルホール ]
4. ma chèrie [from CONCERT 2013 「SPACE TOUR」 at 東京国際フォーラム ]
5. 挑め Remix feat. MCU, LITTLE [from 「908 FESTIVAL 2012」 at さいたまスーパーアリーナ]
6. I REP（DABO/ANARCHY/KREVA） [from 「908 FESTIVAL 2012」 at さいたまスーパーアリーナ]
7. 基準 [from CONCERT TOUR 2011-2012 「GO」 at 東京国際フォーラム]
8. 最終回 [from CONCERT ‘10 「意味深3」 at 日本武道館 ]
9. Tonight [from CONCERT TOUR ‘09-‘10 「心臓」 ROUND3 at 横浜アリーナ ]
10. イッサイガッサイ [from CONCERT TOUR ‘09 「意味深2」 at 横浜アリーナ]
11. あかさたなはまやらわをん [from CONCERT TOUR ‘08 「クレハーカップ」 at さいたまスーパーアリーナ]
12. ストロングスタイル [from CONCERT TOUR ‘07 「K-ing」 at 日本武道館]
13. JUMP ON IT [from CONCERT TOUR ’07 SEASON-1 「意味深」 at NHKホール ]
14. トリートメント feat.DABO, CUEZERO [from TOUR 2006 「愛・自分博 〜国民的行事〜」 at 日本武道館]
15. H.A.P.P.Y [from TOUR 2006 「愛・自分博 〜国民的行事〜」 at 日本武道館]

### DVD-2
予約限定生産盤のみ。
1. 「KREVAのライミング予備校」人気のライミング講座!豪華受講生を迎えて特別開校!】